# 차량기지

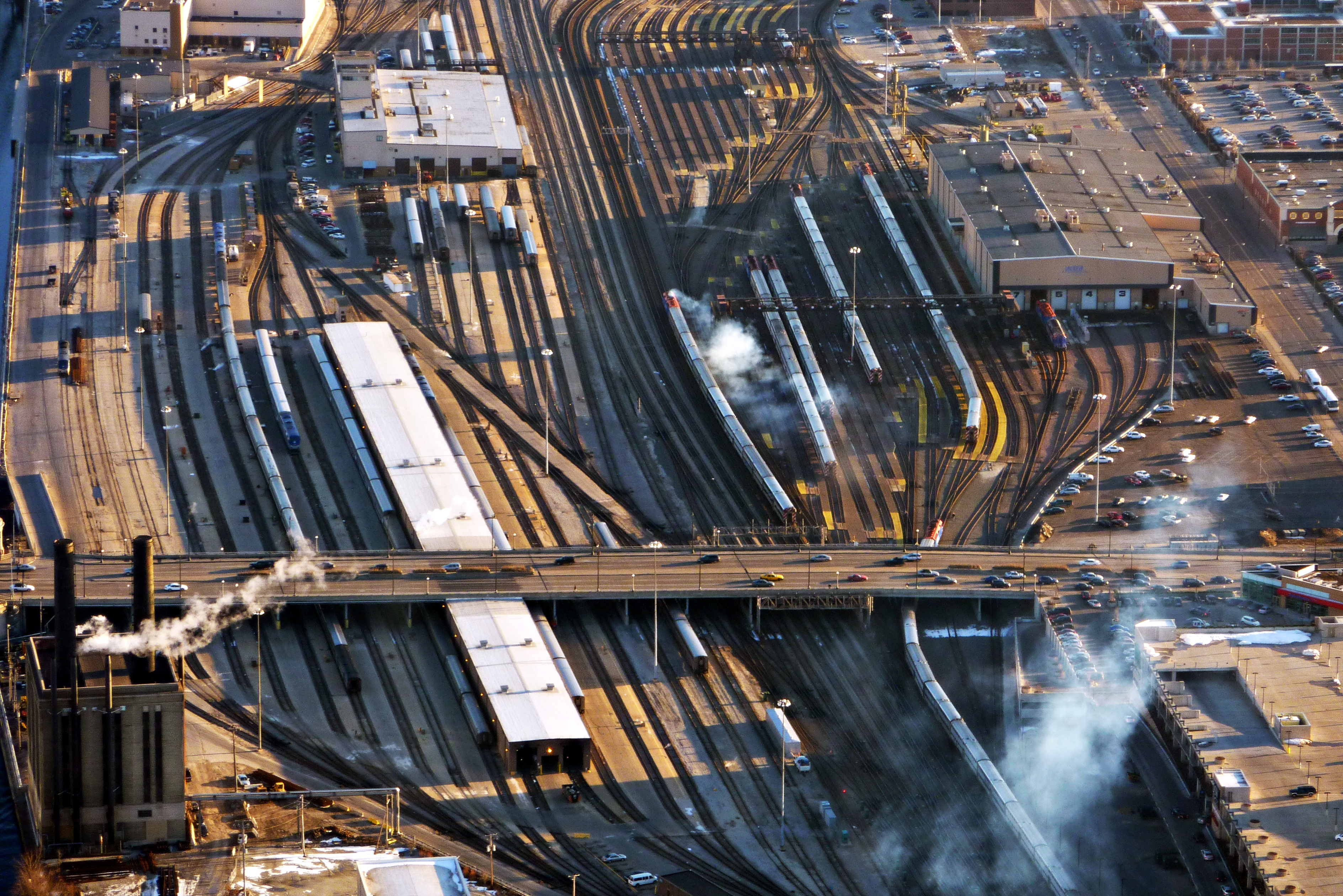

차량기지(車輛基地)는 철도차량을 주박과 검수하기 위해 만들어진 철도 시설이다.

## 명칭
대한민국에서는 일반적으로 차량기지에 대해 차량사업소와 기지사업소의 명칭을 사용하고 있으며, 각국마다 그 역할은 같으나 명칭은 다른 경우가 있다.
또한 버스와 택시의 경우 비슷한 역할을 하는 시설을 일반적으로 차량기지로 부르지 않고, 차고지로 부른다.

## 역할
차량기지에서는 주박과 검수를 행한다. 주박은 영업하지 않는 시간 동안 전동차를 별도의 선로에 주차해 두는 것을 말한다. 일부 지하역에서도 주박 업무를 행하는 경우가 있으며, 주로 심야 시간대의 중간 종료 역들이다. 다만, 독립문역이나 도곡역같이 중간 주박용 유치선이 있어도 심야 주박을 실시하지 않고 그냥 기지로 회송하는 경우도 있다.
검수는 차량을 점검하고 수리하는 행위를 말한다. 이는 크게 중검수와 경검수로 나뉘는데, 차량기지의 시설에 따라 중검수를 행할 수 없는 경우도 있으므로 이러한 경우에는 일반적으로 중검수가 가능한 차량기지로 철도차량을 회송하여 검수하게 된다. 따라서 중간에 연결 선로가 설치되는 경우가 있다. 차량 조성은 다량의 차량을 서로 연결하여 묶어 운행할 수 있도록 하는 것으로 차량기지뿐만 아니라 일부 역에서도 행하는 경우가 있다.
하지만 열차가 기지로 입·출고할 때의 소음이 발생하고, 국가 중요 보안 시설로 엄연히 분류되어 있어서 보안 등급에 따라 출입에 제한이 따른다. 거기에 역세권이 형성되지 않아 이용 불편 등의 이유로 대개 차량기지는 혐오시설 중 하나로 일컬어지고 있다. 이러한 불만을 줄이기 위해 행신역(수도단)같이 차량기지를 설치할 때 보상 목적으로 차량기지 부지 내에 임시승강장이나 간이역 등을 같이 설치하는 경우가 많으며, 신정차량사업소같이 차량기지 상단에 인공 대지를 조성하여 서울주택도시공사의 임대아파트(양천아파트)를 건설하는 경우도 있다.

## 같이 보기
- 조차장